# Defense Contract Management Agency
Defense Contract Management Agency (DCMA) är en myndighet inom den amerikanska försvarsindustrin. Myndigheten har en avgörande roll i hanteringen av kontrakt mellan försvarsdepartementet och dess leverantörer.

## Historik
Myndigheten etablerades den 27 mars 2000, som en oberoende organisation fristående från Defense Logistics Agency (DLA). DCMA representerar nästan två och ett halvt århundrade av evolution inom kontraktsadministration.

## Uppdrag
DCMA:s uppdrag är att tillhandahålla kontraktsadministrationstjänster för försvarsdepartementet, andra federala organisationer och internationella partners. Myndigheten är en väsentlig del av anskaffningsprocessen från före tilldelning till upprätthållande. DCMA:s över 12 000 anställda hanterar 300 000 kontrakt, värderade till mer än 7 biljoner dollar, på 15 000 entreprenörsplatser världen över.

## Organisation
DCMA:s organisation är strukturerad för att effektivt stödja dess uppdrag. Organisationen inkluderar operativa enheter som DCMA International och DCMA Special Programs, samt regionala enheter som DCMA Eastern och DCMA Central. Dessa enheter har kommandot, kontrollen och direktövervakningen av en utsedd verkställande direktör eller byrådirektör. Specifika uppdrag och funktioner för varje center definieras i deras Concept of Operations (CONOPS).

## Roll i försvarsindustrin
DCMA spelar en kritisk roll i försvarsindustrin genom att säkerställa att kontrakt uppfylls i tid och till korrekt kostnad. Myndigheten arbetar direkt med försvarsleverantörer för att hjälpa till att säkerställa att leveranser och tjänster levereras i tid inom USA:s tullterritorium. DCMA:s arbete omfattar hela livscykeln för anskaffning – från anskaffning till livscykelstöd.